# International Hockey League (1992–96)
La International Hockey League (en ruso: Межнациональная хоккейная лига (МХЛ), romanizado: Mezhnatsional'naya khokkeynaya liga) fue la liga de hockey sobre hielo más importante de Rusia como reemplazante del Campeonato soviético de hockey sobre hielo luego de la disolución de la Unión Soviética.

## Historia
La liga fue creada en 1992 y llegó a disputar cuatro temporadas, en la última de ellas se llegó a jugar una copa, desapareciendo al finalizar la temporada de 1996 para ser reemplazada por la Superliga Rusa.

## Lista de Campeones
| Temporada | Campeón        | Finalista      | 3° Lugar                                   | Campeón de Copa |
| 1992–93   | Dynamo Moscow  | Lada Togliatti | Traktor Chelyabinsk                        |                 |
| 1993–94   | Lada Togliatti | Dynamo Moscow  | Traktor Chelyabinsk, SKA St. Petersburg    | –               |
| 1994–95   | Dynamo Moscow  | Lada Togliatti | Metallurg Magnitogorsk, Salavat Yulaev Ufa | –               |
| 1995–96   | Lada Togliatti | Dynamo Moscow  | Salavat Yulaev Ufa, Avangard Omsk          | Dynamo Moscow   |